# Langschnabelwachtel
Die Langschnabelwachtel (Rhizothera longirostris) ist eine Vogelart aus der Familie der Fasanenartigen. Sie bildet mit der Dulitwachtel (Rhizotera dulitensis) die Gattung Rhizothera. Die Langschnabelwachtel kommt in Südostasien vor. Sie gilt als selten.

## Erscheinungsbild

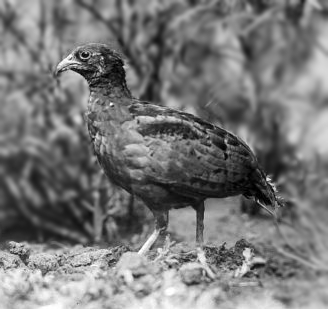
Langschnabelwachtel

Die Langschnabelwachtel erreicht eine Körperlänge von 30 bis 35 Zentimeter. Die Männchen wiegen etwa 800 Gramm, die Weibchen durchschnittlich 700 Gramm.
Das Männchen hat rostrote Kopfseiten, einen rostroten Hals und Kehle. Die Stirn, der Nacken und der Oberkopf sind dunkel kastanienbraun. Die Brust und die vorderen Körperseiten sind grau. Die übrige Körperunterseite ist rotbraun, hellt in Richtung Bauch und Unterschwanzdecken aber auf. Die Körperoberseite ist kastanienbraun und schwarz gefleckt. Das Weibchen ähnelt dem Männchen, ihm fehlt jedoch die graue Brust. Bei dem Weibchen ist das gesamte Gesicht, die Kehle und die Körperunterseite rotbraun. 

## Verbreitungsgebiet
Die Langschnabelwachtel kommt im Süden von Myanmar, auf der thailändischen Halbinsel und über Malaysia bis nach Sumatra und Borneo vor. Ihr bevorzugter Lebensraum sind dichte Bambusdickichte in verhältnismäßig trockenen Wäldern. Sie kommt vom Meeresniveau bis in Höhenlagen von 1.500 Metern vor.

## Lebensweise
Die Lebensweise der Langschnabelwachtel ist noch nicht abschließend untersucht. Man geht davon aus, dass die Paare ganzjährig zusammenbleiben und dass die Langschnabelwachtel territorial ist. Bis jetzt wurde lediglich auf Borneo im Februar des Jahres 1934 ein Nest dieser Art gefunden. In Gefangenschaft wurde sie jedoch bereits nachgezüchtet. Dabei betrug die Gelegegröße zwei bis fünf Eier und die Brutzeit währte 18 bis 19 Tage. 

## Belege

### Einzelbelege
1. 1 2  Madge et al., S. 232.